# زیگفرید اوبرندورفر
زیگفرید اوبرندورفر (انگلیسی: Siegfried Oberndorfer؛ ۲۴ ژوئن ۱۸۷۶ – ۱۹۴۴) پزشک و آسیب‌شناس اهل آلمان بود.
وی دانش‌آموختهٔ رشتهٔ پزشکی در مونیخ و کیل بود و در سال ۱۹۰۰ میلادی دکترای خود را اخذ نمود. او از سال ۱۹۱۰ رئیس دپارتمان آسیب‌شناسی بیمارستان مونیخ-شوابینگ بود. او بود که واژهٔ «کارسینوئید» را ابداع نمود که تا به امروز مورد استفاده است.